# J. 조나 제임슨
J.조나 제이머슨 주니어는 마블 코믹스의 등장인물로 스파이더맨에 주로 등장한다.